# Philip Hoorne
Philip Hoorne (Kortrijk, 27 november 1964) is een Vlaams dichter, bloemlezer, recensent en prozaïst.

## Biografie
In 2002 debuteerde Hoorne in de Sandwich-reeks van uitgeverij 521 onder redactie van Gerrit Komrij met de bundel 'Niets met jou'. De bundel werd genomineerd voor de Vlaamse Debuutprijs. Zijn tweede bundel, 'Inbreng nihil', leverde hem een nominatie voor de J.C. Bloemprijs op. In 2012 kreeg hij de A.L. Snijdersprijs. Zijn werk werd opgenomen in meerdere bloemlezingen, onder meer in 'De Nederlandse poëzie van de twintigste en eenentwintigste eeuw in duizend en enige gedichten' van Gerrit Komrij en verschijnt in literaire tijdschriften als Het liegend konijn, De Revisor, Bunker Hill en Tirade.
Naast dichter is Hoorne ook recensent. Hij richtte de poëzierecensiewebsite Poëzierapport op en schreef recensies voor onder meer Knack, de Poëziekrant en Meander.
In 2007 debuteerde Hoorne als prozaïst, met 'Het vlees is haar'. In 2019 verscheen bij uitgeverij In de Knipscheer de bundel 'Het dikke meisje en de ziener'.
Op 1 juni 2024 verscheen bij Uitgeverij In de Knipscheer zijn achtste dichtbundel met als titel 'Mens is de naam'.

## Prijzen en nominaties
- A.L. Snijdersprijs, 2012, Oom Gerard
- Genomineerd voor J.C. Bloem Poëzieprijs, 2004, Inbreng nihil
- Literaire Stichting Jambe Delft - Dichter van het Jaar 2002-2003, 2003
- Literatuurprijs Poëzie van de stad Aarschot, 2003, Waarom precies wij
- Genomineerd voor Nieuwegeinse Literatuurprijs, 2003, Scheepsmaat
- Genomineerd voor Vlaamse Debuutprijs, 2002, Niets met jou
- Poëzieprijs VTB-VAB Opwijk, 2002, Een kras in het kanaal
- Culturele Genootschap Groep '94, 2001, Mijn eerste dag in hel
- Writewedstrijd Write@Home, 2001, Kermis